# Баррето, Гонсало
Гонсало Баррето Мастропьерро (исп. Gonzalo Barreto Mastropierro; 22 января 1992, Монтевидео) — уругвайский футболист, нападающий клуба «Спортиво Лукеньо».

## Карьера
Гонсало Баррето — воспитанник клуба «Данубио». В возрасте 17-ти лет он дебютировал в основном составе команды в матче с «Такуарембо», в котором его клуб победил 2:1, а сам Баррето заработал пенальти, с которого был забит решающий гол.
23 сентября 2009 года Баррето перешёл в итальянский клуб «Лацио», заплативший за трансфер уругвайца 3 млн евро. Контракт с римлянами был подписан на 5 лет. Баррето не мог выступать за Лацио до достижения им 18-летия, из-за ограничения на трансферы молодых игроков, поставленные ФИФА.

## Международная карьера
Баррето начал международную карьеру в возрасте 15-ти лет, выступая за молодёжную сборную Уругвая. В 2009 году он начал выступать за сборную до 17 лет. В её составе он участвовал в юношеском чемпионате Южной Америки в Чили и забил там 4 гола, став вторым снайпером турнира. В том же году он играл на юношеском чемпионате мира, где уругвайцы дошли до 1/4 финала.